# Edvard Landsflyktingen
Edvard Landsflyktingen (eng:Edward the Exile), född 1016, död februari 1057, var en engelsk kungason fick tillnamnet Landsflyktingen (the Exile) på grund av att han tillbringade större delen av sitt liv utanför sina förfäders England. 

## Biografi
Edvard var son till kung Edmund Järnsida och  Ealdgyth,
Han var bara några månader gammal då han skickades till Olof Skötkonung av Knut den store för att bli mördad i Sverige snarare än på engelsk mark. Istället skickade den svenske kungen honom i hemlighet till sin svärson Jaroslav den vise i Kievrus varifrån han fördes vidare till Ungern. Då Edvard Bekännaren fick veta att han levde återkallade han honom till England och gjorde honom till sin tronarvinge, men Edvard Landsflyktingen dog en kort tid därefter, vilket ledde till en tronstrid och den normandiska erövringen. 
Hans hustru Agathas härkomst är omdebatterad: de medeltida källorna är ense om att hon var syster till den ungerska drottningen och är oense om andra detaljer. Anglo-Saxon Chronicle och Florence av Worcesters Chronicon ex chronicis beskriver Agatha som en släkting till Henrik III, tysk-romersk kejsare. Hennes ovanliga grekiska namn tolkades av Geoffrey Gaimar och Roger av Howden, som att hennes far var en rysk kung, till exempel Jaroslav I av Kiev. Edvard Landsflyktingen och Agatha fick barnen Edgar Ætheling och S:t Margaret av Skottland.